# Fem van Empel
Fem van Empel (født 3. september 2002 i 's-Hertogenbosch) er en cykelrytter fra Holland, der er på kontrakt hos Team Visma | Lease a Bike.